# Számítógépes grafikus
A számítógépes grafikus (grafikus-designer) grafikai designtechnikákkal foglalkozik. Szakmája magában foglalja és alkalmazza a képalkotás, fényképészet, tipográfia, animáció szakterületeit. Nyomtatott (sajtóanyag, újság stb.) és elektronikus médiát (webdesign, szoftver- és alkalmazásfejlesztés), valamint hirdetési felületeket (plakát, szóróanyag) állít elő. A számítógépes grafikus munkaköréhez tartozik a betűszedés, tördelés, illusztrálás, 3D-s tervezés, interfész-kialakítás, Ipad- és Smartphone-programok készítése is. Az alkalmazott, ipari és üzleti szférában a design a cégek elsődleges megjelenési formája.

## Képesítés
Felsőfokú diplomát (AAS, BA, BFA, MFA ill. Mphil / PhD képesítéseket) a Moholy-Nagy Művészeti Egyetemen és a Magyar Képzőművészeti Egyetemen lehet szerezni. Tanfolyamokon is elsajátítható a szakma ismereteinek egy része, de a grafikusi munkakör betöltéséhez a grafikusdiploma többnyire alapkövetelmény.

### Számítógépes grafikai programok
Ezek ismerete alapkövetelmény az állások betöltéséhez. A grafikai stúdiókban leginkább használt szoftver az Adobe Creative Suite, mely három fő programból áll: Photoshop (képek szerkesztése, létrehozása, montázsa); Illustrator (logók készítése, tipográfia); Indesign (tipografálás, grafikai anyag nyomtatás-előkészítése). Egyes designerek továbbra is QuarkXPresszel dolgoznak. Alapszintű layout és design létrehozására a Microsoft Word is alkalmas, de ez professzionális célokra nem használatos.
A printdsigner a nyomtatással foglalkozik: előkészíti a printelni való anyagot, továbbá Postscript-fájlt és PDF-eket készít a nyomtatónak ill. a médiának megfelelően.
A webdesigner SWF, HTML, CSS, PHP, Javascript stb. programnyelveken készít honlapokat. A designernek értenie kell a termék előállításához éppúgy, mint a rendelési metódusokhoz, továbbá az ofszetnyomtatáshoz, fényképészethez, interaktív médiához (animáció, film, videó, számítógépes multimédia).

## Kapcsolódó szócikk
- Asztali kiadványszerkesztés